# 江原桂三郎 (2代)
2代 江原 桂三郎（えばら けいざぶろう、1894年（明治27年）5月9日 - 1967年（昭和42年）9月28日）は、大正から昭和時代前期の政治家、実業家。群馬県前橋市長。初名・亮次。

## 経歴
のちに前橋市長を務める先代・江原桂三郎の次男として前橋市新町（現在の朝日町2丁目）に生まれる。1919年（大正8年）東京帝国大学法学部政治科を卒業し、三菱合資会社銀行部（三菱銀行）に勤務する。東京電燈前橋支店勤務、群馬中央銀行調査部長、同行常務取締役、群馬県農工銀行取締役などを歴任。さらに群馬大同銀行（現・群馬銀行）常務取締役となった。1929年（昭和4年）に桂三郎の名を襲名。
1933年（昭和8年）12月24日、前橋市長に就任。1937年（昭和12年）再選した。市長としては耕地整理事業の完遂、道路舗装の推進などの実績を残した。のち大政翼賛会市支部長となり、1941年（昭和16年）12月23日市長を辞職。戦後は公職追放となった。
市長退任後も上毛倉庫株式会社社長として市政との関わりを持ち、日本倉庫協会理事も務めた。
1966年（昭和41年）勲四等瑞宝章受章。
1967年（昭和42年）9月28日病没。法名・大徳院桂峯賢瑞居士、墓所は朝日町4丁目の千日堂。贈従五位。